# 拜占庭哲學
拜占庭哲學指的是拜占庭帝國的哲學家和學者的獨特哲學思想，尤其是在8世紀到15世紀之間，基督教的世界觀為其特點，不過它可能會直接從柏拉圖、亞里士多德和新柏拉圖主義者的希臘文本中汲取思想。

## 歷史
當時古希臘的科學及文學在拜占庭世界依舊很活躍，雖然當時拜占庭哲學的主要中心思想是基督教，但仍大量借鑑了柏拉圖、亞里士多德和新柏拉圖主義者的思想。公元7世紀，大馬士革的約翰編寫了一部百科全書《智慧之泉》，分為三個篇章，他在第三篇中系統性地闡述了基督教神學。公元9世紀，君士坦丁堡普世牧首佛提烏搜集了許多古代作家的作品，並研究了亞里士多德的邏輯學，他的學生凱撒利亞的阿雷塔斯（Arethas of Caesarea）對柏拉圖和亞里士多德的著作發表了評論。到了11世紀和12世紀，人們對哲學教學的興趣與日俱增，像米海爾·普塞洛斯、尼西亞的尤斯特拉修斯（Eustratius of Nicaea）和以弗所的邁克爾（Michael of Ephesus）這些人都撰寫了關於亞里士多德的評論。公元13和14世紀出現如尼基弗魯斯·布萊姆米德斯（Nikephoros Blemmydes）和西奧多·梅托奇特（Theodore Metochites）等重要哲學家。其中一位重要人物是格雷格利烏斯·帕拉瑪斯，他發展了被稱為靜默主義（Hesychasm）的神秘主義運動，這個運動使用了純粹知性的（noetic）的耶穌禱文來實現自存光（uncreated Light）的幻象，自存光也被稱為上帝的照耀或幻象。正是靜默主義運動在東方基督教中造成分歧，導致許多有哲學思想的人西遷。這種遷移對西方文藝復興的出現發揮了關鍵作用。尤其是反對靜默主義的塞米那拉的巴蘭（Barlaam of Seminara），在西方羅馬天主教神學的形成中發揮了作用。拜占庭最後一位偉大的哲學家是格彌斯托士·卜列東，他認為恢復柏拉圖主義可以扭轉帝國的衰落。他是將古代哲學傳到西方的一個重要人物。

## 君士坦丁堡大學
與世界其他地區相比，拜占庭社會依那個時代的標準而言，算受過良好的教育，識字程度更高。值得注目的是，拜占庭社會擁有世俗的教育體系，這是古典時代學院的延續。初等教育即便是在農村也十分普及。男女都能在那個社會中接受教育是絕無僅有的事情。正是在這種背景下才得以理解世俗化的君士坦丁堡大學。帝國內進一步接受世俗教育的情形在某種程度上也很常見。在穆斯林征服以前的幾個世紀，類似的教育機構一直在安條克和亞歷山大港等重要行省首府運作。
最早的學校由皇帝狄奥多西二世於425年創立，設有31個教席，涵蓋法律、哲學、醫學算術、幾何、天文學、音樂、修辭學和其他學科，其中15個學科以拉丁語教授，16個學科以希臘語教授。這所大學一直存在到15世紀。

大多數學生所接受的高等教育的主要內容是修辭學、哲學和法學。目的是為國家和教會的官僚職位培養合格、學有專長的人才。在這個意義上，這所大學是神學院的世俗化版本。這所大學保留了以柏拉圖主義和亞里士多德主義為基礎的活躍哲學傳統。柏拉圖主義是持續時間最長且從未中斷過的柏拉圖學派哲學，延續將近兩千年，直到15世紀為止。
9世紀成立了瑪格瑙拉宮學院，11世紀時成立了新的哲學和法律的學院。君士坦丁堡大學在1204年遭到拉丁人征服後陷入衰落，不過在君士坦丁堡陷落之前，大學還是作為教會管理下的非世俗機構倖存了下來。

## 問題和思想
拜占庭哲學的主要特徵是：
1. 上帝的人格化實質（personal hypostases）不僅是實體的原則，也是存在的原則（本體論、形而上學）。人是作為本體而存在，不是作為實體（substance）或本質（essence）而存在。
2. 上帝創造了世界而且宇宙的時間尺度有限
3. 不斷創造世界的過程以及其背後的目的
4. 可感知的世界，作為可被心靈感知的事物在時間上的實現，在神性的智慧（ 知性，nous）中有其永恆的實質（hypostasis）

世界和人類都受到上帝旨意（Providence）的支配，但拜占庭哲學家主張自由意志和自决的必要性。靈魂作為不朽的存在，並非透過自身能量創造出來，而是在其自身中創造。靈魂是身體與精神的結合，它與智慧直接相連，使人能夠透過決定的自由獲得幸福。上帝與人類的關係建立在愛的基礎上，這就解釋了人類在創造中的中心地位。

### 新柏拉圖主義
對於上帝的神秘的宗教性理解與哲學理解之間的關係，在羅馬東部的歷史上有著不同的發展階段。在拜占庭哲學中，只有當作為心靈的知性（nous）與人的內心或靈魂相調和時，它才被賦予理解上的核心作用。靈魂是人的整體，作為理性的和純粹知性的心靈是人的靈魂不可或缺的一部分。早期版本的基督教與希臘哲學之調和（syncretism）在現代被稱為新柏拉圖主義。這方面有個例子可見於俄利根的作品及其對知性的學說，他認為所有靈魂都作為「思想」或「知性」以完美的精神（非物質性）狀態同其造物主預先存在，但後來為了追求成為獨立於上帝的存在而離開。由於所有的靈魂都設立為絕對自由，上帝不能簡單地強迫靈魂返回他身邊（根據俄利根的說法，這是由於上帝對其創造物的無止境的愛和尊重）。與此相反的是，上帝創造了物質宇宙，開創了歷史，目的是引導不受控制的靈魂回到他無限的心靈的沉思，根據俄利根的說法，這是完美的狀態。

## 註記
1. 1 2 3  Ninian Smart, World Philosophies, pages 151-2. Routledge
2. 1 2 3  Phil Linos Benakis, "Byzantine philosophy" entry in the Routledge Encyclopedia of Philosophy (1998)
3. ↑  Europe: A Cultural History, by Peter Rietbergen 1998, p.101
4. ↑  .   [2022-08-31]. （原始内容存档于2001-08-16）.
5. ↑  Apokatastasis - In pre-Christian Stoic and Middle Platonic philosophy, this term referred to the universal restoration of the cosmos to the state in which it was first constituted by the divine mind or first principle. The great Christian theologian Origen of Alexandria used this term to denote the final restoration of all souls to God. According to Origen, all souls pre-existed with their Creator in a perfect, spiritual (non-material) state as "minds," but later fell away in order to pursue an existence independent of God. Since all souls were created absolutely free, God could not simply force them to return to Him (this was, according to Origen, due to God's boundless love and respect for His creatures). Instead, God created the material cosmos, and initiated history, for the purpose of guiding the wayward souls back to contemplation of His infinite mind, which is, according to Origen, the perfect state. This obviously excludes any concept of eternal damnation or hell. .   [2009-03-13]. （原始内容存档于2006-06-20）.

## 延伸閱讀
- Linos Benakis, (2002). Texts and Studies on Byzantine Philosophy, Parousia, Athenai, 2002.
- Linos Benakis, (2013). Byzantine Philosophy B, Parousia, Athenai, 2013.
- Linos G. Benakis, Byzantine Philosophy - An Introductory Approach, Lambert Academic Publishing (LAP), Saarbrücken 2017, 104 pp. ISBN 978-3-330-03021-3ISBN 978-3-330-03021-3.
- Alberto del Campo Echevarría, (2010). La teoría platónica de las Ideas en Bizancio (ss. V-XI), Universidad Complutense de Madrid, Madrid, 2010.
- Katerina Ierodiakonou, (2002). Byzantine Philosophy and Its Ancient Sources. Oxford University Press.
- Frederick Lauritzen, Sarah Wear, (2021). Byzantine Platonists (284-1453), Franciscan University Press, Steubenville Ohio, 2021. ISBN 9781736656105ISBN 9781736656105.
- B. N. Tatakis, (1949). La philosophie Byzantine, Paris. English translation: Byzantine Philosophy by Nicholas Moutafakis, Hackett Publishing, 2003.
- Michele Trizio, (2007). Byzantine Philosophy as a Contemporary Historiographical Project, Recherches de Théologie et Philosophie Médiévales, 74, 247-294.
- Denis Walter: Michael Psellos – Christliche Philosophie in Byzanz. Mittelalterliche Philosophie im Verhältnis zu Antike und Spätantike. De Gruyter, Berlin, Boston 2017, ISBN 978-3-11-052597-7.
- Ján Zozulak, (2018). Inquiries into Byzantine Philosophy. Peter Lang, Berlin 2018, ISBN 978-3-631-76600-2. doi:10.3726/b14585.